# Haselbach (Baviera)
Haselbach è un comune tedesco di 1 657 abitanti, situato nel land della Baviera.